# Mercedes Aráoz
Mercedes Aráoz, właśc. Mercedes Rosalba Aráoz Fernández (ur. 5 sierpnia 1961 w Limie) – peruwiańska polityk i ekonomistka, w latach 2016–2020 wiceprezydent Peru, w latach 2017–2018 premier kraju.

## Życiorys
Studiowała ekonomię na Universidad del Pacífico w Limie. Tytuł magistra i doktora zdobyła na Uniwersytecie Miami. Pracowała następnie jako wykładowca ekonomii międzynarodowej, a także jako konsultantka Konferencji Narodów Zjednoczonych ds. Handlu i Rozwoju, Banku Światowego i Organizacji Państw Amerykańskich. Działała również w krajowych komisjach ds. turystyki i rozwoju przedsiębiorczości. Była szefową peruwiańskiej delegacji negocjującej przystąpienie do FTAA.
28 lipca 2006 powołana na stanowisko ministra handlu zagranicznego i turystyki, następnie 11 lipca 2009 przeszła na stanowisko ministra produkcji, a potem od 22 grudnia 2009 do 14 września 2010 piastowała stanowisko ministra finansów. Za jej kadencji Machu Picchu znalazło się na liście siedmiu nowych cudów świata. Przed 2016 należała do Amerykańskiego Rewolucyjnego Sojuszu Ludowego, w 2011 zgłosiła swoją kandydaturę z jej ramienia w wyborach prezydenckich, jednak ostatecznie ją wycofała. Następnie od 2012 do 2015 była przedstawicielem w Międzyamerykańskim Bank Rozwoju w Meksyku.
W 2016 dołączyła do konserwatywno-liberalnego ugrupowania Peruwianie za Zmianą. W tym samym roku została wybrana parlamentarzystką i drugim wiceprezydentem u boku Pedro Pablo Kuczynskiego. W sierpniu 2017 została specjalną przedstawicielką Peru przy Organizacji Współpracy Gospodarczej i Rozwoju. 17 września 2017 objęła urząd premiera kraju.